# Copa Superliga 2021
La Copa Superliga 2021 fue el primer aniversario de existencia y la primera edición de esta copa en Venezuela, percibido esto, fue organizada por la Federación Venezolana de Baloncesto y su nombre fue José “Grillito” Vargas para reverenciar al trabajo del doncel venezolano y jugador de baloncesto, José Gregorio Vargas. El 7 de noviembre del 2021, comenzó la competición que fue en formato burbuja por motivo de la Pandemia COVID-19 en consonancia duró 44 días por ende finalizó el 20 de diciembre de 2021. Transparento que aunque 13 equipos consumaron su más óptimo baloncesto, el campeón fue Guaiqueríes de Margarita.

## Gimnasios que fueron sedes
| Nombre del gimnasio                 | Dirección del gimnasio | Ref.  |
| ----------------------------------- | --- | ----- |
| Gimnasio José Joaquín Papá Carrillo | Ciudad de Caracas, estado Miranda, municipio Sucre, parroquia Leoncio Martínez, urbanización Sebucán, avenida Rómulo Gallegos entre la avenida Francisco de Miranda y la calle Parque Miranda. Punto de referencia: a 2 cuadras de las estaciones Miranda y los Dos Caminos del metro de caracas | [ 4 ] |
| Ciudad de La Asunción               | Ciudad la Asunción, estado Nueva Esparta, municipio Arismendi, parroquia Arismendi, sector La Portada, avenida Juan Bautista Arismedi entre la calle matasiete y la calle yolanda | [ 5 ] |

## Ingreso a los gimnasios

### Capacidad máxima de fanáticos en los gimnasios
En cada gimnasio, fue el 40% de su capacidad máxima para cumplir con todas las normas de bioseguridad.

### Venta de entradas
| Espacio | Nombre del espacio                                             | Dirección del espacio | Ref.  |
| ------- | -------------------------------------------------------------- | --- | ----- |
| Virtual | Mi Tickera                                                     | - | [ 7 ] |
| Físico  | Taquillas de Mi Tickera en el Centro Ciudad Comercial Tamanaco | Ciudad de Caracas, estado Miranda, municipio Chacao, parroquia Chacao, urbanización Chuao, avenida la estancia con calle ernesto blohm | [ 8 ] |
| Físico  | Taquillas del Gimnasio José Joaquín Papá Carrillo              | Ciudad de Caracas, estado Miranda, municipio Sucre, parroquia Leoncio Martínez, urbanización Sebucán, avenida Rómulo Gallegos entre la avenida Francisco de Miranda y la calle Parque Miranda. Punto de referencia: a 2 cuadras de las estaciones Miranda y los 2 Caminos del metro de caracas | [ 4 ] |
| Físico  | Taquillas del Gimnasio Ciudad de La Asunción                   | Ciudad la Asunción, estado Nueva Esparta, municipio Arismendi, parroquia Arismendi, sector La Portada, avenida Juan Bautista Arismedi entre la calle matasiete y la calle yolanda | [ 5 ] |

## Formato de competencia
Estuvo conformado por la fase de grupos, los cuartos de final y el final four:
| Nombre del sistema de clasificación | Definición del sistema de clasificación |
| ----------------------------------- | --- |
| Fase de grupos                      | Estuvo integrada por el grupo A y el grupo B, captado esto, el grupo A poseyó 7 equipos que en el Gimnasio José Joaquín Papá Carrillo, iniciaron los juegos en pro de jugar 2 veces con cada equipo de su grupo para consumar un total de 12 juegos en consonancia el grupo B poseyó 6 equipos que en el Gimnasio Ciudad de La Asunción, iniciaron los juegos en pro de jugar 2 veces con cada equipo de su grupo para consumar un total de 10 juegos. Al finalizar la fase de grupos, clasificaron los primeros 4 equipos de cada grupo a los cuartos de final |
| Cuartos de final                    | Se jugaron en el Gimnasio José Joaquín Papá Carrillo y estuvo integrado por series, las cuales fueron: 1.er clasificado del grupo A vs 4.º clasificado del grupo B, 2.º clasificado del grupo A vs 3.er clasificado del grupo B, 3.er clasificado del grupo A vs 2.º clasificado del grupo B y 4.º clasificado del grupo A vs 1.er clasificado del grupo B. El primer ganador de 3 juegos en cada serie, clasificó al Final Four |
| Final Four                          | Se jugó en el Gimnasio José Joaquín Papá Carrillo y estuvo integrado por 2 semifinales, 1 juego por el tercer lugar y 1 final que se consumarán por medio de 1 juego de eliminación directa, asimilado lo preliminar, los ganadores de la semifinal por ende clasificaron a la final en contraposición los perdedores de la semifinal, clasificaron al juego por el tercer lugar. |

## Equipos y clasificación de la fase de grupos
| PC | Equipo                      | PJ | PG | PP | PTS |
| -- | --------------------------- | -- | -- | -- | --- |
| 1  | Spartans Distrito Capital ★ | 12 | 11 | 1  | 23  |
| 2  | Cocodrilos de Caracas ★     | 12 | 10 | 2  | 22  |
| 3  | Trotamundos de Carabobo ★   | 12 | 6  | 6  | 18  |
| 4  | Héroes de Falcón ★          | 12 | 4  | 8  | 16  |
| 5  | Diablos de Miranda          | 12 | 4  | 8  | 16  |
| 6  | Llaneros de Guárico         | 12 | 4  | 8  | 16  |
| 7  | Taurinos de Aragua BBC      | 12 | 3  | 9  | 15  |

| PC | Equipo                          | PJ | PG | PP | PTS |
| -- | ------------------------------- | -- | -- | -- | --- |
| 1  | Guaiqueríes de Margarita ★      | 10 | 9  | 1  | 19  |
| 2  | Gladiadores de Anzoátegui BBC ★ | 10 | 8  | 2  | 18  |
| 3  | Broncos de Caracas BBC ★        | 10 | 4  | 6  | 14  |
| 4  | Supersónicos de Miranda BBC ★   | 10 | 4  | 6  | 14  |
| 5  | Cangrejeros de Monagas          | 10 | 3  | 7  | 13  |
| 6  | Centauros de Portuguesa         | 10 | 2  | 8  | 12  |

★ Clasificado a cuartos de final

## MVP de la Semana de la fase de grupos
Los siguientes jugadores fueron elegidos como MVP de la semana:
| Semana   | Jugador                                                                                        | Equipo                      | Ref.   |
| -------- | ---------------------------------------------------------------------------------------------- | --------------------------- | ------ |
| Semana 1 | Tulio Cobos (1/1) motivado a que promedió 20.5 puntos, 9 rebotes y 1 asistencia                | Supersónicos de Miranda BBC | [ 11 ] |
| Semana 2 | Pedro Chourio (1/1) motivado a que promedió 16.8 puntos, 4.3 rebotes, 2.3 asistencias y 1 robo | Spartans Distrito Capital   | [ 12 ] |
| Semana 3 | Jaelyn Johnson (1/1) motivado a que promedió 21 puntos, 4.5 rebotes y 1.5 robos                | Supersónicos de Miranda BBC | [ 13 ] |
| Semana 4 | Keron Deshields (1/1) motivado a que promedió 20.6 puntos, 4 rebotes y 3.6 asistencias         | Trotamundos de Carabobo     | [ 14 ] |

## MVP de la fase de grupos
Los siguientes jugadores fueron elegidos como MVP de la fase de grupos:
| Grupo | Nombre del jugador | Posición del jugador | Equipo                        | Juegos jugados | Minutos por juego | Porcentaje de tiros de campo | Porcentaje de tiros triples | Porcentaje de tiros libres | Rebotes por juego | Bloqueos por juego | Asistencia por juego | Puntos por juego | Doble-Doble | Ref.          |
| ----- | ------------------ | -------------------- | ----------------------------- | -------------- | ----------------- | ---------------------------- | --------------------------- | -------------------------- | ----------------- | ------------------ | -------------------- | ---------------- | ----------- | ------------- |
| A     | Windi Graterol     | Pívot                | Spartans Distrito Capital     | 12             | 25:38             | 62%                          | 26.7%                       | 68.2%                      | 8.3               | 1.5                | 1.9                  | 12.5             | 4           | [ 15 ] [ 16 ] |
| B     | Jesús Martínez     | Pívot                | Gladiadores de Anzoátegui BBC | 12             | 25:12             | -                            | -                           | -                          | 10                | 1.9                | 1                    | 11.8             | 1           | [ 17 ]        |

## Quiteto ideal y mejor 6.º hombre
| Nombre del jugador | Posición del jugador    | Equipo                    | Puntos por juego | Asistencia por juego | Rebotes por juego | Bloqueos por juego | Robos por juego |
| ------------------ | ----------------------- | ------------------------- | ---------------- | -------------------- | ----------------- | ------------------ | --------------- |
| Harol Cazorla      | Base                    | Trotamundos de Carabobo   | 14               | 4.8                  | -                 | -                  | 2.2             |
| Kevin Niño         | Escolta                 | Héroes de Falcón          | 13.8             | 2.5                  | 3.3               | -                  | -               |
| Anyelo Cisneros    | Alero                   | Cocodrilos de Caracas     | 10.3             | 2.7                  | 5.4               | -                  | -               |
| Gregory Curvelo    | Ala-Pívot               | Taurinos de Aragua BBC    | 17.1             | -                    | 7                 | -                  | 1.8             |
| Windi Graterol     | Pívot                   | Spartans Distrito Capital | 12.5             | 1.9                  | 8.3               | 1.5                | -               |
| Yohanner Sifontes  | Base Mejor Sexto Hombre | Spartans Distrito Capital | 10.4             | 4.5                  | 3.6               | -                  | -               |

| Nombre del jugador | Posición del jugador       | Equipo                        | Puntos por juego | Asistencia por juego | Rebotes por juego | Bloqueos por juego | Robos por juego |
| ------------------ | -------------------------- | ----------------------------- | ---------------- | -------------------- | ----------------- | ------------------ | --------------- |
| Carlos Cedeño      | Base                       | Gladiadores de Anzoátegui BBC | 10.3             | 3.7                  | 3.3               | -                  | -               |
| Luis Duarte        | Escolta                    | Guaiqueríes de Margarita      | 13               | -                    | 5.8               | -                  | 2.3             |
| Jaelyn Jonhson     | Alero                      | Supersónicos de Miranda       | 13.9             | -                    | 4.7               | -                  | 1.1             |
| Tulio Cobos        | Ala-Pívot                  | Supersónicos de Miranda       | 16.7             | 3.4                  | 7.9               | -                  | -               |
| Jesús Martínez     | Pívot                      | Gladiadores de Anzoátegui BBC | 11.8             | -                    | 10                | 1.9                | -               |
| Oswar Blanco       | Escolta Mejor Sexto Hombre | Broncos de Caracas BBC        | 8.2              | -                    | 3.9               | -                  | 1.2             |

## Entrenador de la Semana de la fase de grupos
Los siguientes entrenadores fueron elegidos como entrenador de la semana:
| Semana   | Entrenador | Equipo                        | Ref.   |
| -------- | --- | ----------------------------- | ------ |
| Semana 1 | Pablo Favarel (1/1) motivado a que consumó un récord invicto en 3 eventos basquebolísticos para poder finalizar de 1.er lugar en el Grupo A                       | Spartans Distrito Capital     | [ 11 ] |
| Semana 2 | Silvio Santander (1/1) motivado a que consumó un récord invicto en 3 eventos basquebolísticos para poder finalizar de 1.er lugar en el Grupo B                    | Guaiqueríes de Margarita      | [ 20 ] |
| Semana 3 | Henry Paruta (1/1) motivado a que consumó 2 victorias en 2 eventos basquebolísticos para poder finalizar de 1.er lugar en el Grupo B                              | Gladiadores de Anzoátegui BBC | [ 21 ] |
| Semana 4 | Nelson Solorzano (1/1) motivado a que consumó 2 victorias y 1 derrota en 3 eventos basquebolísticos del Grupo A para poder acercar a la clasificación a su equipo | Héroes de Falcón              | [ 14 ] |

Los siguientes entrenadores fueron elegidos como entrenador de la fase de grupos:
| Grupo | Nombre del entrenador | Equipo                   | Motivo del premio | Ref.   |
| ----- | --------------------- | ------------------------ | --- | ------ |
| A     | Nelsón Solórzano      | Héroes de Falcón         | Le contrataron para dirigir a un equipo de 0 victorias y 5 derrotas, ante esto, supo guiar a su equipo a los cuartos de final por medio de 4 victorias y 3 derrotas en consonancia poseyó 1 jugador en el Quinteto Ideal de la Fase de Grupos y poseyó 1 premio de entrenador de la 4.ª semana | [ 22 ] |
| B     | Silvio Santander      | Guaiqueríes de Margarita | Guio a su equipo a los cuartos de final por medio de 9 victorias y 1 derrota para finalizar de 1.º en su grupo en consonancia poseyó 1 jugador en el Quinteto Ideal de la Fase de Grupos y poseyó 1 premio como entrenador de la 2.ª semana                                                    | [ 23 ] |

Los siguientes entrenadores fueron elegidos como entrenador mención especial de la fase de grupos:
| Grupo | Nombre del entrenador | Equipo                        | Motivo del premio | Ref.   |
| ----- | --------------------- | ----------------------------- | --- | ------ |
| A     | Pablo Favarel         | Spartans Distrito Capital     | fue líder de la Fase de Grupos por medio de un resultado de 11 victorias y 1 derrota en consonancia poseyó 1 jugador que fue jugador de la semana, 1 jugador que fue del quintento ideal de la Fase de Grupos, 1 jugador que fue MVP de la Fase de Grupos y 1 premio de entrenador de la 1.ª semana | [ 24 ] |
| B     | Henry Paruta          | Gladiadores de Anzoátegui BBC | Fue 2.º lugar de la Fase de Grupos por medio de un resultado de 8 victorias y 2 derrotas en consonancia poseyó 2 jugadores que fueron del quintento ideal de la Fase de Grupos, 1 jugador que fue MVP de la Fase de Grupos y 1 premio como entrenador de la 3.ª semana                              | [ 25 ] |

## Cuartos de final y Final Four
|  | Cuartos de final              | Cuartos de final              | Cuartos de final          |                           |                         | Semifinal               | Semifinal | Semifinal |                       |                          | Final                     | Final                     | Final |  |
|  |                               |                               |                           |                           |                         |                         |           |           |                       |                          |                           |                           |       |  |
|  |                               |                               |                           |                           |                         |                         |           |           |                       |                          |                           |                           |       |  |
|  | Cocodrilos de Caracas         | Cocodrilos de Caracas         | 2                         |                           |                         |                         |           |           |                       |                          |                           |                           |       |  |
|  | Cocodrilos de Caracas         | Cocodrilos de Caracas         | 2                         |                           |                         |                         |           |           |                       |                          |                           |                           |       |  |
|  | Broncos de Caracas BBC        | Broncos de Caracas BBC        | 1                         |                           |                         |                         |           |           |                       |                          |                           |                           |       |  |
|  | Broncos de Caracas BBC        | Broncos de Caracas BBC        | 1                         |                           | Cocodrilos de Caracas   | Cocodrilos de Caracas   | 0         |           |                       |                          |                           |                           |       |  |
|  |                               |                               |                           |                           | Cocodrilos de Caracas   | Cocodrilos de Caracas   | 0         |           |                       |                          |                           |                           |       |  |
|  |                               |                               | Guaiqueríes de Margarita  | Guaiqueríes de Margarita  | 1                       |                         |           |           |                       |                          |                           |                           |       |  |
|  | Guaiqueríes de Margarita      | Guaiqueríes de Margarita      | Guaiqueríes de Margarita  | Guaiqueríes de Margarita  | 1                       | 2                       |           |           |                       |                          |                           |                           |       |  |
|  | Guaiqueríes de Margarita      | Guaiqueríes de Margarita      |                           |                           |                         |                         |           |           |                       |                          |                           |                           |       |  |
|  | Héroes de Falcón              | Héroes de Falcón              | 0                         |                           |                         |                         |           |           |                       |                          |                           |                           |       |  |
|  | Héroes de Falcón              | Héroes de Falcón              | 0                         |                           |                         |                         |           |           |                       | Guaiqueríes de Margarita | Guaiqueríes de Margarita  | 1                         |       |  |
|  |                               |                               |                           |                           |                         |                         |           |           |                       | Guaiqueríes de Margarita | Guaiqueríes de Margarita  | 1                         |       |  |
|  |                               |                               | Trotamundos de Carabobo   | Trotamundos de Carabobo   | 0                       |                         |           |           |                       |                          |                           |                           |       |  |
|  | Trotamundos de Carabobo       | Trotamundos de Carabobo       | Trotamundos de Carabobo   | Trotamundos de Carabobo   | 0                       | 2                       |           |           |                       |                          |                           |                           |       |  |
|  | Trotamundos de Carabobo       | Trotamundos de Carabobo       |                           |                           |                         |                         |           |           |                       |                          |                           |                           |       |  |
|  | Gladiadores de Anzoátegui BBC | Gladiadores de Anzoátegui BBC | 1                         |                           |                         |                         |           |           |                       |                          |                           |                           |       |  |
|  | Gladiadores de Anzoátegui BBC | Gladiadores de Anzoátegui BBC | 1                         |                           | Trotamundos de Carabobo | Trotamundos de Carabobo | 1         |           |                       | Tercer lugar             | Tercer lugar              | Tercer lugar              |       |  |
|  |                               |                               |                           |                           | Trotamundos de Carabobo | Trotamundos de Carabobo | 1         |           |                       | Tercer lugar             | Tercer lugar              | Tercer lugar              |       |  |
|  |                               |                               | Spartans Distrito Capital | Spartans Distrito Capital | 0                       |                         |           |           |                       |                          |                           |                           |       |  |
|  | Spartans Distrito Capital     | Spartans Distrito Capital     | Spartans Distrito Capital | Spartans Distrito Capital | 0                       | 2                       |           |           | Cocodrilos de Caracas | Cocodrilos de Caracas    | 1                         |                           |       |  |
|  | Spartans Distrito Capital     | Spartans Distrito Capital     |                           |                           |                         |                         |           |           | Cocodrilos de Caracas | Cocodrilos de Caracas    | 1                         |                           |       |  |
|  | Supersónicos de Miranda BBC   | Supersónicos de Miranda BBC   | 1                         |                           |                         |                         |           |           |                       |                          | Spartans Distrito Capital | Spartans Distrito Capital | 0     |  |
|  | Supersónicos de Miranda BBC   | Supersónicos de Miranda BBC   | 1                         |                           |                         |                         |           |           |                       |                          | Spartans Distrito Capital | Spartans Distrito Capital | 0     |  |
|  |                               |                               |                           |                           |                         |                         |           |           |                       |                          |                           |                           |       |  |

|                                                              |
| Campeón de la Copa Superliga 2021 Guaiqueríes de Margarita ★ |